# Antebrazo
En anatomía, el antebrazo es una de las cuatro porciones en que se divide el miembro superior o torácico, siendo de ellas la tercera. El antebrazo está limitado por su cara superior con el brazo mediante el codo y por su cara inferior con la mano mediante la articulación de la muñeca. También se usa en zoología como sinónimo de brazuelo (parte de las patas delanteras de los mamíferos).

## Huesos
El esqueleto óseo del antebrazo está compuesto por dos huesos largos: el radio (hueso externo) y el cúbito (hueso interno).
- El radio se articula con el hueso del brazo, el húmero, con la propia ulna (cúbito), y con los huesos del carpo escafoides y semilunar.
- La ulna o cúbito se articula únicamente con el hueso del brazo, el húmero, y con el radio.
- Está formado por la articulación radioulnar (radicubital) que consiste en la unión, por la zona superior e inferior, de la ulna y el radio. Entre ellos existe un espacio recubierto por fibro-cartilaginoso muy resistente (sincondrosis).
- Esta articulación es la que permite los movimientos de pronación y supinación, donde el radio gira alrededor de la ulna.

### Fracturas de antebrazo
La región del antebrazo es una de las que con mayor frecuencia se lesionan, siendo la muñeca el lugar en donde ocurre la mayor parte del total de las fracturas de un ser humano, independiente de su grupo etario.
- Fractura de Monteggia
- Fractura de Galeazzi
- Fractura de Essex-Lopresti
- Fractura de Colles

## Músculos
La región muscular del antebrazo está compuesta por veinte músculos, y se dividen en tres regiones musculares: 
- región anterior o ventral (8 músculos).
- región postero-externa (4 músculos).
- región posterior o dorsal (8 músculos).

### Región anterior o ventral del antebrazo
Contiene cuatro planos musculares con ocho músculos, que son, del más superficial al más profundo:
Primer plano:
En sentido lateromedial, encontramos:
- pronador redondo o PRONATOR TERES (PT)
- palmar mayor, o flexor radial del carpo o FLEXOR CARPI RADIALIS (FCR)
- palmar menor, o palmar largo o PALMARIS LONGUS (PL)
- cubital anterior, o flexor ulnar del carpo o flexor cubital del carpo o FLEXOR CARPI ULNARIS (FCU)

Segundo plano:
- Se encuentra el flexor común superficial de los dedos, FLEXOR DIGITORUM SUPERFICIALIS (FDS) que contiene cuatro fascículos.

Tercer plano:
- flexor común profundo de los dedos de la mano, oFLEXOR DIGITORUM PROFUNDUS (FDP) compuesto por cuatro fascículos;
- flexor largo del pulgar o FLEXOR POLLICIS LONGUS (FPL)

Cuarto plano:
- pronador cuadrado. o PRONADOR QUADRATUS (PQ)

### Región postero-lateral del antebrazo
Contiene cuatro músculos que son, del más superficial al más profundo:
- supinador largo, o braquiorradial
- extensor radial largo del carpo,  o primer radial
- extensor radial corto del carpo, o segundo radial
- supinador corto, o supinador.

### Región posterior o dorsal del antebrazo
Contiene dos planos musculares con un total de ocho músculos.
Plano superficial.-
Contiene cuatro músculos. Descritos en sentido lateromedial, encontramos:
- Ancóneo (se encuentra únicamente en 3 de cada 10 personas);
- extensor común de los dedos, dividido en tres fascículos;
- extensor propio del meñique;
- Músculo extensor cubital del carpo.

Plano profundo
Contiene cuatro músculos. Descritos en sentido lateromedial y anteroposterior encontramos:
- Músculo extensor corto del pulgar,
- Músculo abductor largo del pulgar,
- Músculo extensor largo del pulgar,
- Músculo extensor del índice.

En la parte más superior del antebrazo se encuentra el pequeño músculo ancóneo.